# Coregonus pollan
Espèce
Synonymes
- Coregonus autumnalis pollan Thompson, 1835
- Coregonus elegans Thompson, 1839
- Coregonus altior Regan, 1908

Statut de conservation UICN

 EN  : En danger
Coregonus pollan est une espèce de corégones, des poissons voisins des saumons (de la famille des salmonidés). L'espèce est trouvée uniquement en Irlande et est classée "en danger".